# Chery Eastar
Der Chery Eastar war eine von 2003 bis 2016 gebaute Mittelklasse-Limousine des chinesischen Automobilherstellers Chery Automobile.

## Erste Generation

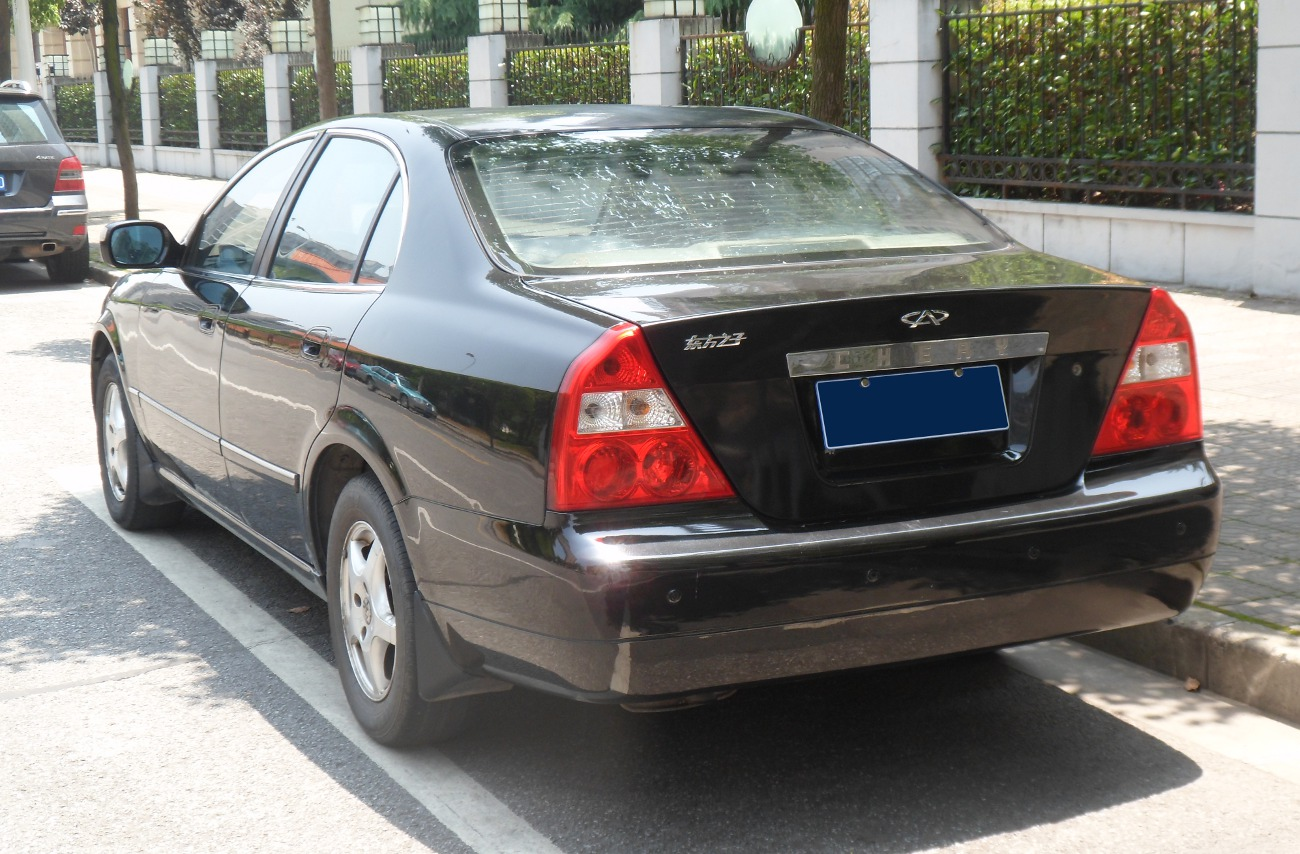
Heckansicht

Die erste Generation des Fahrzeugs (interne Bezeichnung: B11) wurde 2003 eingeführt und war mit einem Zweiliter-Ottomotor mit einer maximalen Leistung von 102 kW (bzw. 95 kW in Verbindung mit einem Vierstufen-Automatikgetriebe), einem 1,8-Liter-Motor mit einer maximalen Leistung von 97 kW oder einem 2,4-Liter-Motor mit einer maximalen Leistung von 95 kW ausgestattet. Airbags und ABS waren serienmäßig verfügbar. Auf der Auto Shanghai 2009 wurde eine Stretchlimousine auf Basis des Eastar gezeigt. Im Jahr 2008 wurden drei Fahrzeuge in ein viertürige Cabriolet als Paradenfahrzeug für das chinesische Militär umgebaut. Auf manchen Verkaufsmärkten wurde der Chery V5 als Eastar angeboten.

## Zweite Generation

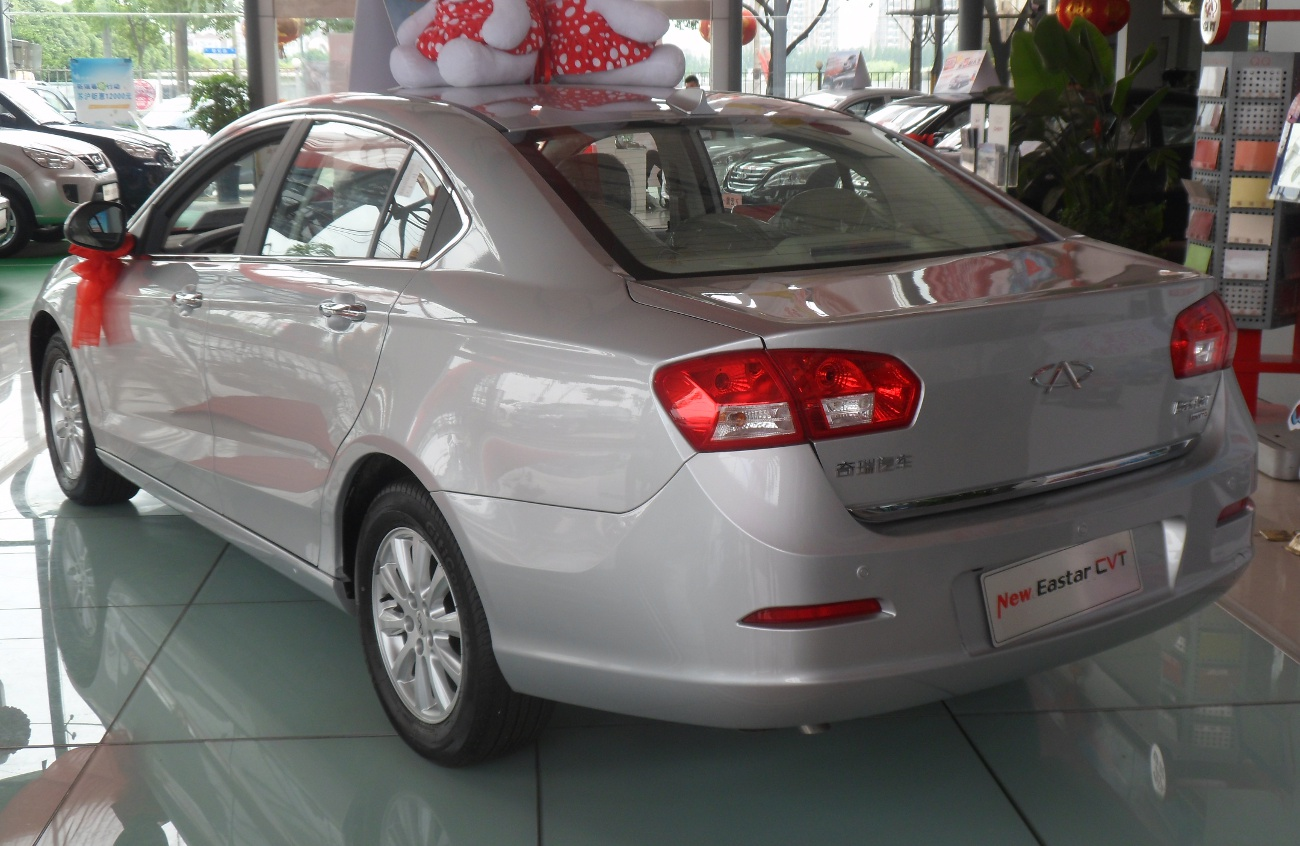
Heckansicht

Die zweite Generation des Eastar wurde 2011 formal auf der Auto Shanghai erstmals gezeigt. Erhältlich sind ein 1,8-Liter-Motor mit einer maximalen Leistung von 97 kW und ein Zweiliter-Motor mit einer maximalen Leistung von 102 kW.